# Malaysias herrlandslag i rugby union
Malaysias herrlandslag i rugby union representerar Malaysia i rugby union på herrsidan.

## Historik
Laget spelade sin första match 1955 i Bangkok, och vann med 27-6 mot Thailand.

### Fotnoter
1. ↑  ”Rugby International”. http://www.rugbyinternational.net/countries/malaysia.htm. Läst 26 augusti 2011.